# Jens Natter

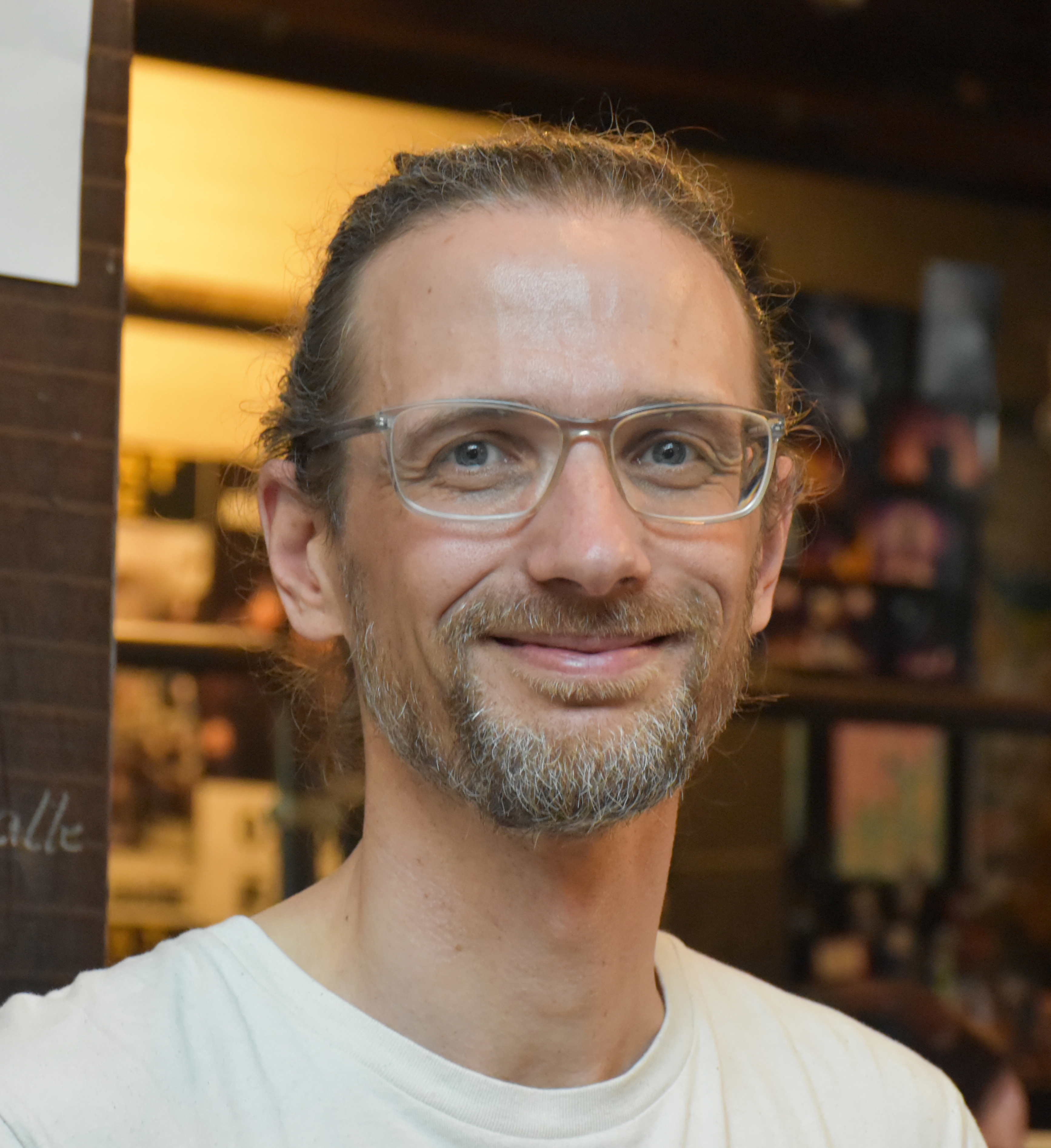
Jens Natter (2024)

Jens Natter (* 1975) ist ein deutscher Comiczeichner, Illustrator und Schnellzeichner.

## Leben
Natter wuchs im niedersächsischen Verden auf. Er studierte Sozialwesen an der Hochschule Emden und arbeitete als diplomierter Sozialarbeiter.
Seine Diplomarbeit veröffentlichte er 2003 als Comic. Dabei beschäftigte sich Natter mit der Frage, ob sich Comics als pädagogisches Hilfsmittel eignen.
Einem breiten Publikum wurde er bekannt mit der Graphic-Novel-Adaption zu Theodor Storms Schimmelreiter, welche 2014 im Verlag Boyens erschien.
2015 entschloss Natter sich dann, sich vollständig auf seine Karriere als Illustrator und Comiczeichner zu konzentrieren.
Seinen Malstil variiert Natter je nach Projekt stark, inhaltlich liegen ihm historische und regionale Themen besonders am Herzen.
Jens Natter lebt und arbeitet in Hamburg.

## Werke (Auswahl)
- Comics – pädagogisch betrachtet. (Diplomarbeit in Comicform) 2003.
- Die Deibelz. Erlenbach, Dortmund 2005, ISBN 3-9809293-2-9.[5]
- De Jung mit'n Tüdelband Hamburgs berühmtestes Volkslied. Boyens, Heide 2012, ISBN 978-3-8042-1368-5.
- Der Schimmelreiter. Boyens, Heide 2014, ISBN 978-3-8042-1403-3.
- Die Schanze – Geschichte und Geschichten in Stadtteilcomics. Boyens, Heide 2017, ISBN 978-3-8042-1458-3.
- Der lange Fall zum Aufstieg. Breitkopf Editionen, Berlin 2018, ISBN 978-3-9815589-3-7.
- Hammaburg. Ellert & Richter, Hamburg 2020, ISBN 978-3-8319-0781-6.
- Der Kopf der Hanse. Edition 52, Wuppertal 2024, ISBN 978-3-948755-11-9.

### Wimmelbücher
- Das Hamburg Wimmelbuch. Junius Verlag, Hamburg 2009, ISBN 978-3-88506-445-9.
- Deutsche Jahre: Witzige Wimmelbilder zur deutschen Geschichte. Schaltzeit Verlag, Berlin 2012, ISBN 978-3-941362-21-5.
- Wimmelbuch Dithmarschen. Boyens, Heide 2021, ISBN 978-3-8042-1547-4.
- Wimmelbuch Nordfriesland. Boyens, Heide 2022, ISBN 978-3-8042-1560-3.
- Wimmelbuch Schlei. Boyens, Heide 2023, ISBN 978-3-8042-1570-2.
- Wimmelbuch Büsum. Boyens, Heide 2025, ISBN 978-3-8042-1586-3.